# Karmakol International Festival
Koordinaten: 18° 1′ 47″ N, 30° 59′ 5″ O
Das Karmakol International Festival ist eine kulturelle Initiative im Sudan für sudanesischen und internationalen Kulturaustausch. Das erste von dieser Initiative organisierte Festival fand vom 1. bis 21. Dezember 2017 in Karmakol in der Provinz asch-Schamaliyya im Sudan statt.

## Ziele
Ziel der Initiative ist es, durch den kulturellen Austausch den Sudan mit der internationalen Gemeinschaft zu verbinden. Insbesondere 2017, als das Land noch von Umar Al-Bashir regiert wurde, war das Festival ein wichtiger Schritt für die Annäherung an internationale Projekte.
Das Festival präsentierte internationale und sudanesische Musik, Theater, Film, Kunst und Literatur und versuchte, verschiedene Formen des Ausdrucks zu fördern, die kulturelle Vielfalt sichtbar zu machen und interkulturelle Zusammenarbeit zu ermöglichen. Um das zu erreichen, arbeiteten die Veranstalter mit vielen Botschaften, NGOs und lokalen Partnern zusammen.
Das Festival richtete sich vor allem an die Jugend des Sudan, die jahrelang unter Militärherrschaft, kultureller Isolation und Wirtschaftssanktionen gelitten hat. In gemeinsamen Workshops wurden neue Lebensentwürfe und künstlerische Positionen entwickelt. Für den Sudan, dessen Identität durch stark negative internationale Schlagzeilen gelitten hat, bot das erste Festival eine Perspektive der Hoffnung, der Vielfalt und des friedlichen Zusammenlebens.

1000 Workshop-Teilnehmer, darunter die Künstler und Volunteers bildeten den Kern des Festivals. Die in den Workshops arbeitenden Gruppen präsentierten dann in den letzten 8 Tagen des Festivals die Ergebnisse der Öffentlichkeit. Insgesamt lockte die erste Ausgabe des Festivals ca. 30.000 Besucher an.

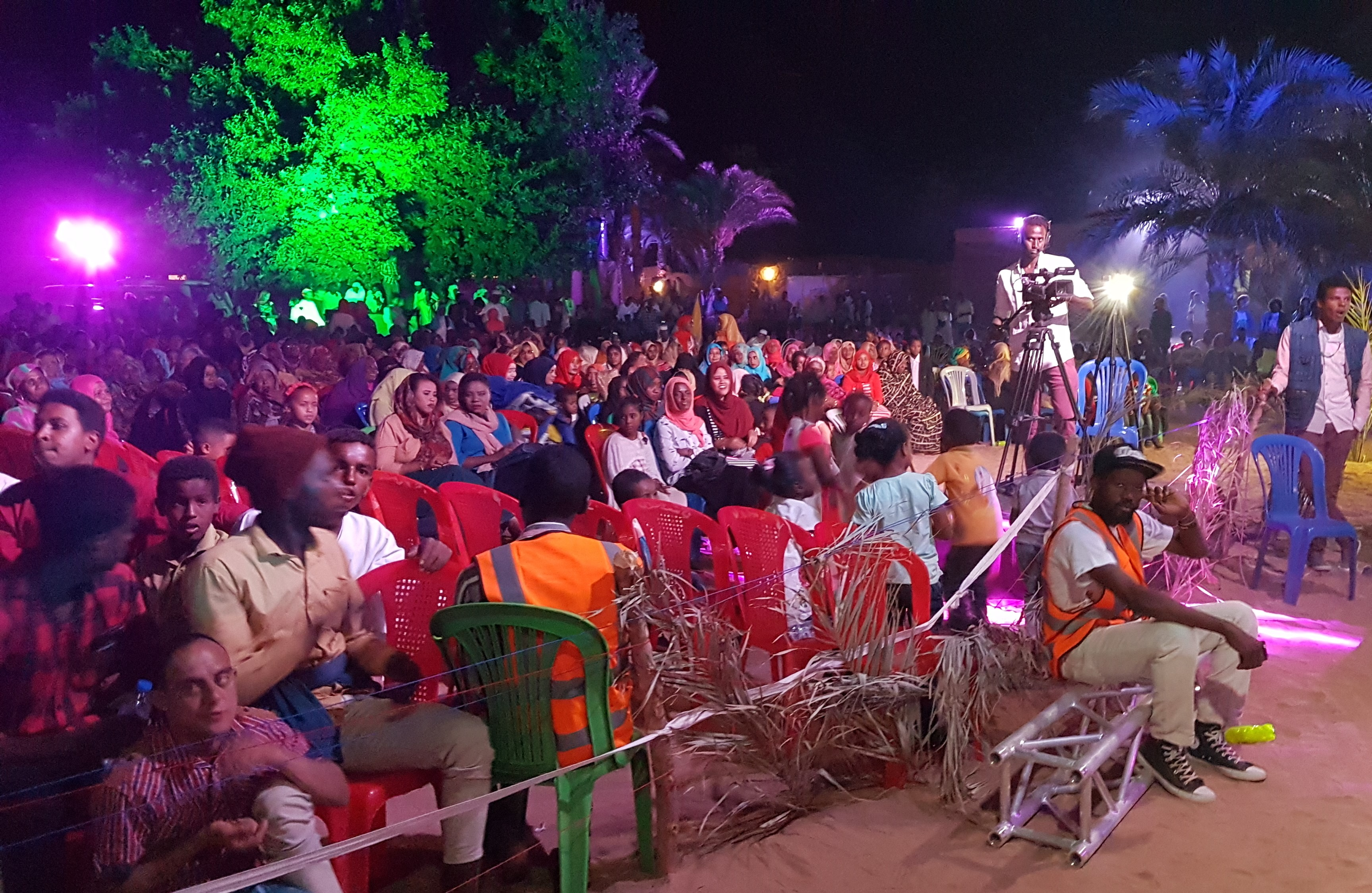
Besucher beim Karmakol Festival

## Karmakol
Karmakol, ein Dorf, vier Autostunden nördlich von Khartum, ist der Gastgeber des Festivals.
Vor Jahrzehnten wurde das alte Dorf wegen der regelmäßigen Überschwemmungen durch den Nil aufgegeben und ein neues Dorf weiter in der Wüste errichtet. Seitdem wurden die Fluten mit dem Bau von Staudämmen unter Kontrolle gebracht und das alte Dorf wartete auf eine neue Nutzung.
Die Gemeinde Karmakol, deren größter Sohn der international gefeierte Schriftsteller El Tayeb Salih ist, hatte die Idee ein Zentrum für kulturelle Aktivitäten zu errichten. Mit der Hilfe der Schweizer NGO Swiss Initiative Culture Projects wurde 2016 das „Karmakol Culture & Education Center“ eröffnet.
Die Projekte von Swiss Initiative verfolgen als langfristiges Ziel immer die wirtschaftliche Stärkung der Region und so entstand die gemeinsame Idee eines Festivals. Heute sind die 2400 Einwohner Karmakols die Eigentümer ihres Kulturzentrums und Mitveranstalter des Karmakol International Festivals. Die gastgebende Gemeinde öffnet ihre Häuser und vermietet Räume für die Unterbringung von Künstlern und Teilnehmern und unterstützt in allen Aspekten der Logistik und Sicherheit.

## Umsetzung

### Planung
2016 reift die Idee des Festivals. Veranstalter wurden Swiss Initiative Culture Projects mit dem ägyptischen Filmemacher Ahmed Abdel Mohsen als Festival Director und das „Karmakol Culture & Education Center“ mit Osama Sayed als Leiter des lokalen Kollektivs. Marketing und Funding übernahm die Schweizerin Birgit Pestalozzi. Der Berliner Jens Hover war für das Site Management zuständig. Talal Affifi von der Sudan Film Factory war für die Medienarbeit zuständig. Während die lokalen Behörden in Al Dabbah dem Projekt von Anfang an sehr positiv gegenüber standen, war die Zustimmung der sudanesischen Regierung um Umar Al-Bashir eine Hängepartie, die erst am Tag vor der Eröffnung gelöst wurde.
Neben dem Core Team waren die meisten der Mitarbeiter Volunteers aus Khartum und Karmakol. Die jungen Volunteers, die für das Festival als Social Media Betreuer, im Bereich Artist Relations und Logistik eingesetzt wurden, waren Anfang 2017 mit Workshops und einer Studienreise in die Schweiz auf den Einsatz vorbereitet worden.

### Finanzierung
Das Non-Profit Festival wurde mit einem Budget von 200.000 $ realisiert. Dieses Geld kam zu weiten Teilen von NGO aus der ganzen Welt, die entweder Barbeträge, Kostenübernahmen oder Programmpunkte geliefert haben, sowie von Unternehmen, die das Festival finanziell oder mit Sachbeiträgen unterstützt haben. Unter anderem kamen Leistungen von: UNESCO, Botschaften der Schweiz, Niederlande, Großbritannien und USA, Pepsi, MTN, arrac, Qatar Museums, Oxfam, Goethe-Institut, Institut français, British Council, UNDP, WHO, UNFPA, UNHCR und Turkish Airlines.

## Programm
Das Programm des Festivals umfasst alle kulturellen Sparten, von Theater und Film, über Musik und Lyrik bis zu Mode und bildender Kunst. Neben Konzerten und Ausstellungen waren auch Panel Diskussionen zu relevanten gesellschaftspolitischen Themen ein Teil des Festivals.

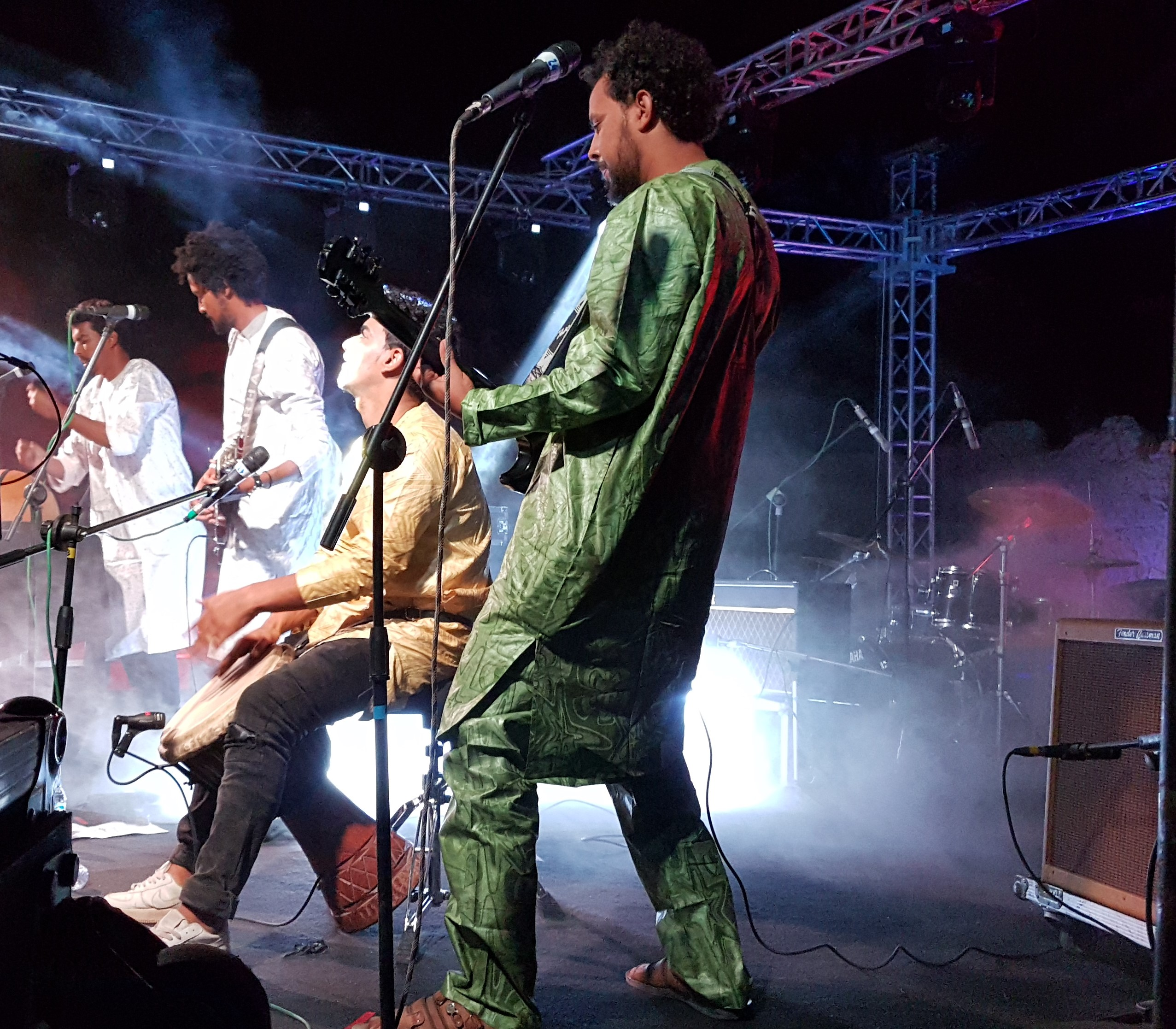
Imarhan auf der Bühne

### Musik
Verantwortlich für das musikalische Line-Up waren Michael Schäumer und die sudanesische Journalistin, Aktivistin und Musikerin Islam Elbeiti.

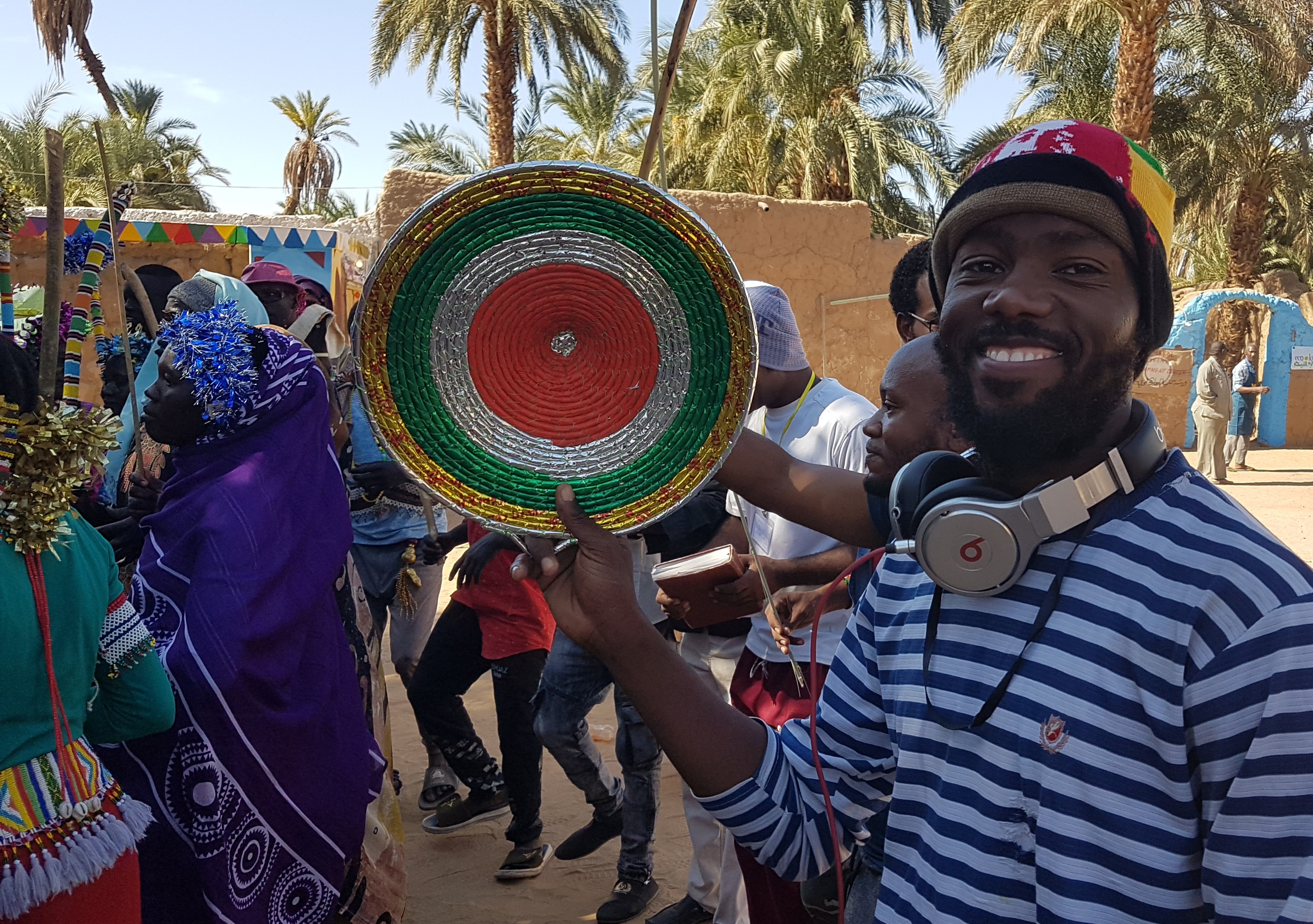
DJ Tilal mit traditioneller Tanzgruppe

- Sinkane – USA – Funk / Soul / African – Ein US Sudanese mit Wurzeln in Omdurman
- Sharhabil Ahmed – Sudan – Rock – Sudanesische Rock-Legende
- The Junk-E-Cat – Deutschland – Electronica – Berliner Techno / Electronica Act
- Asim El Tayeb – Suda – Traditional
- Joss Turnbull  – Deutschland  – Oriental Percussion – Der Mannheimer arbeitet mit orientalischen Trommeln, die er elektronisch verfremdet.
- Addis Acoustic Project – Äthiopien – Ethiopian Jazz – AAP sind die berühmteste Jazzband Äthiopiens
- Philly B / Sudan Raps – Großbritannien / Sudan – Hip-Hop – Der britische Produzent Phillip Bennett tritt mit einer Rap Crew aus Khartum auf.
- Imarhan – Algerien – Tuareg Rock – Eine Desert-Rock-Band
- Mohamed El Nasri – Sudan – Traditional
- The Petrio – USA – Jazz – Gesponsert von der US-Botschaft im Khartum
- Sudan Drums – Sudan – African Rhythms
- Blue Magic Band – Sudan – BeBop
- Salute Yal Banoot – Sudan – Afro Pop – Sudans einzige Frauenband / Zweiter Platz bei „Arabs Got Talent“
- Aswat Almadina – Sudan – Afro Pop
- Sudan Roots – Sudan – Reggae
- Valis / Discomo /  Aboshama / Tilal – Deutschland / Sudan – DJ Crew des Festivals

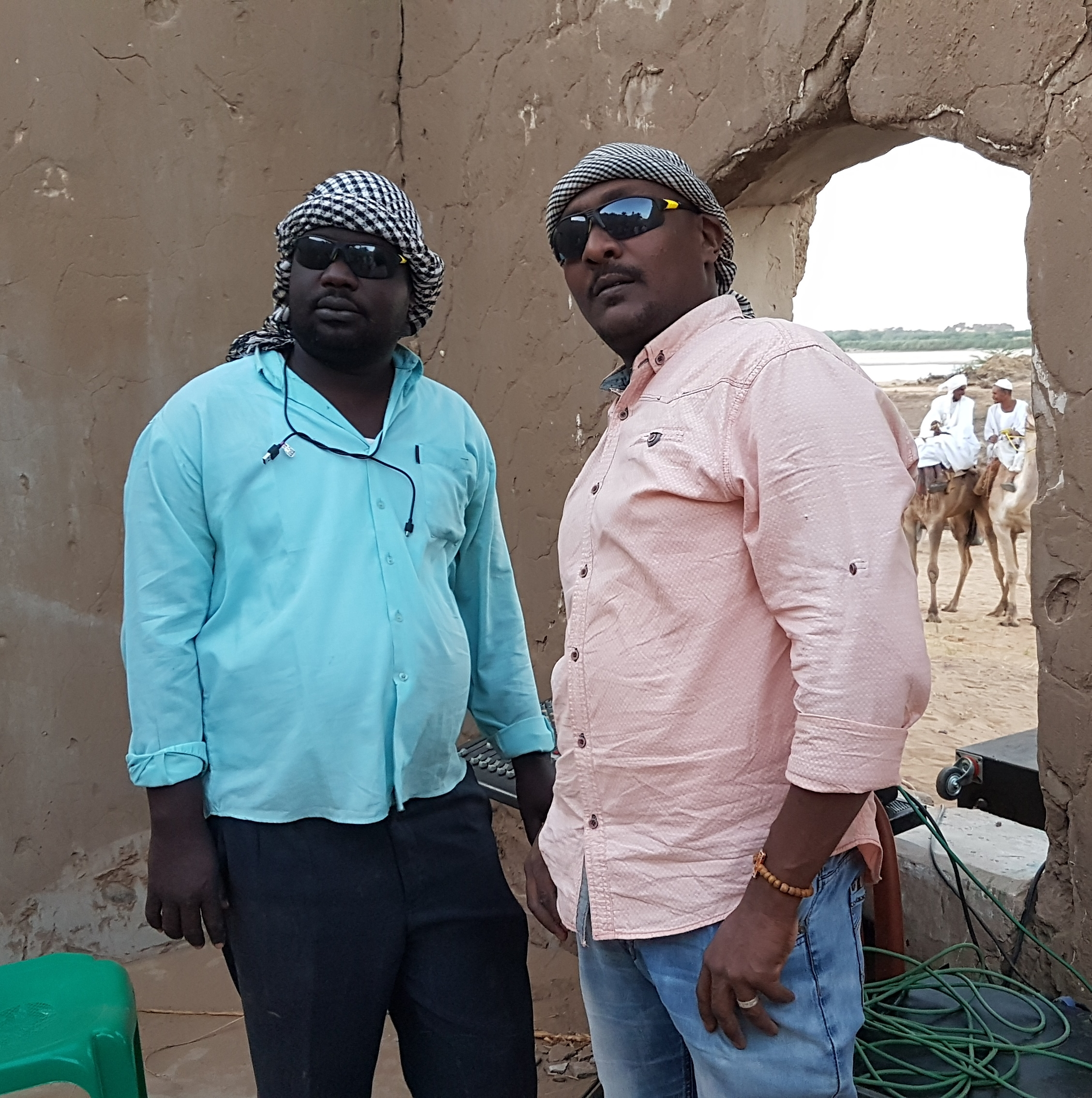
Tontechniker mit Swag, Karmakol Festival 2017

### Theater und Lyrik
Der sudanesische Regisseur Capo waren für die Zusammenstellung des internationalen Theater und Poetry Programms verantwortlich.
- Mandragora Circo – Argentinien – Mandragora Circus – Stummer Zirkus für Erwachsene und Kinder
- Babs Goons – Niederlande – Spoken Word Performance
- Merit & Capo – Sudan – Dance On The Island – Zeitgenössisches Theater
- Gasim Abu Said – Sudan – Let's Go To Campo – Tanztheater
- Compagnie Zeitsprung – Schweiz – Symbiose – Tanztheater
- Ali Fadl / Babakr Erebi / Rashida Mohamed Goma / Abir Emad Abd El Tam – Sudan – Poetry Slam

### Film
Unter der Leitung der sudanesischen Filmemacherin Aliyya Sir wurden unter freiem Himmel 40 Filme gezeigt. Hier eine Auswahl:
- Iman von Mia Bittar (Sudan)
- Viva Riva von Joe Tunada Va Munga (Kongo)
- Ahmar Bahit von Mohamed Hamad (Ägypten)
- Ayny von Ahmad Saleh (Deutschland)[7]

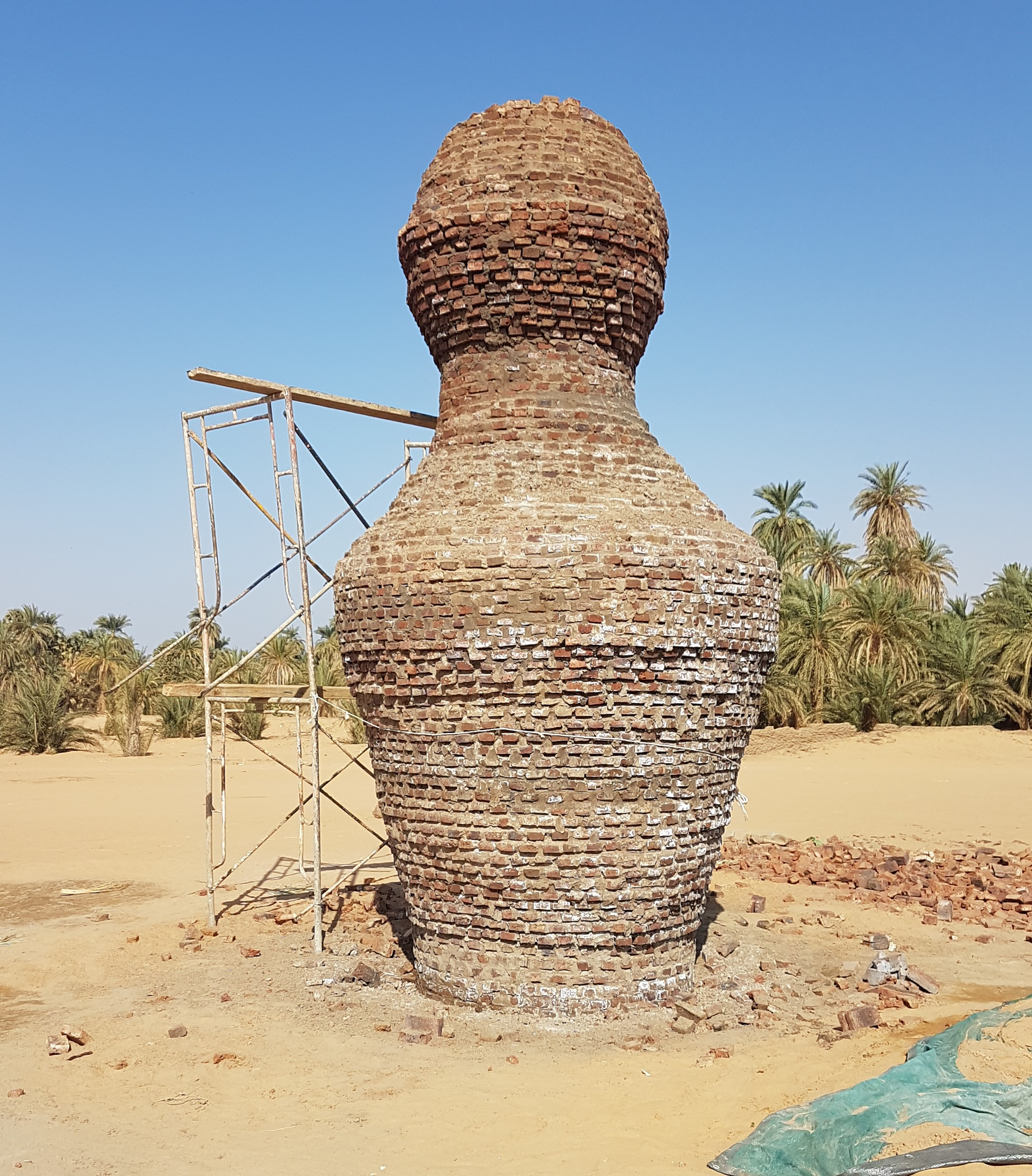
Ein Schneemann in der Wüste

### Kunst
Im Vorfeld des Festivals wurden in Karmakol Räume für die Präsentation von Ausstellungen geschaffen. Der Kurator Talal Affifi brachte die besten Künstler des Sudan im Dorf zusammen.
- Black & White (eine Gemeinschaftsausstellung von 16 Künstlern, die die verschiedenen Stimmungen im Sudan in Zeichnungen zeigt)
- Künstler des Jahres: Abdul Basit Al Khatim
- Zeitgenössische Künstler im Sudan: Hazim Alhussain, Walid Farouk, Mohamed Morda, Lama El-Hanan, Rafaa El Nour, Samar Abdel Rahim
- Eine Ausstellung über das kulturelle Erbe des Sudans wurde in einem eigens errichteten Haus der Qatar Museums gezeigt
- Patricia Jegher (Schweiz) – Ein Schneemann in der Wüste

### Workshops
Unter anderem das British Council, das Goethe-Institut, das Institute Francaise, die US-Botschaft, der Impact Hub Khartum, die Yalla Khartum, IOM, UNDP und WFP trugen zur Organisation von Workshops bei und legten großen Wert auf die Mitwirkung der Jugend und die Gleichstellung der Geschlechter. Einige gaben Workshops speziell für und mit den einheimischen Frauen in einer bestimmten Location auf dem Festival, die ein sicherer öffentlicher Ort für die Frauen war, sowie in der örtlichen Schule.
| Ausrichter                | Thema | Erklärung |                        |
| ------------------------- | --- | --- | ---------------------- |
| Ana Lan Youth Initiative  | Tabooes in Womens Health | Hier ging es vor allem um den Schutz vor Weiblicher Genitalverstümmelung im Sudan. | Gesellschaft / Politik |
| UNDP                      | Design for Impact | Der Workshop führt die Teilnehmer durch einen Prozess, der es ihnen ermöglicht, mit mehr Verständnis, Einfühlungsvermögen und Wirkung zu gestalten.                                    | Kunst                  |
| French Institute          | Caligraphy as image making | Kalligrafie mit Schullehrern aus Karmakol und Kindern. | Kunst                  |
| British Council           | Fashion Machine Karmakol | | Mode                   |
| Niederländische Botschaft | Using stories to learn about themselves, appreciate themselves, express themselves                                                                                  | Babs Gons, ein Spoken-Word-Künstler, Autor und Theaterdriektor, gibt einen Einblick in den Prozess Kreativen Schreibens.                                                               | Poesie                 |
| UNHCR                     | Film Workshop with Basil Ramses | Ziel war es einen neuen Clip für die NGO zu konzipieren und fertigzustellen. | Film                   |
| Swiss Initiative          | Building baselines over Sudanese rhythms | Erstellung von Baselines auf sudanesische Rhythmen. | Musik                  |
| IOM                       | Music Video Workshop | Ziel des Workshops war es ein Musikvideo für den Internationaler Tag der Migranten mit Teilnehmern, Besuchern und Einwohnern von Karmakol zu erstellen                                 | Musik / Film           |
| WHO                       | If you're reading healthy, you'll be eating healthy: improving nutrition via campaign design using communications for behavioral impact.                            | Unter der Leitung von WHO-Experten für Kampagnendesign, Aufklärung und Kommunikation gestalten die Teilnehmer eine Reihe kreativer Kampagnen zur Verringerung der Mangelernährung mit. | Ernährung              |
| WHO                       | Broadway here I come: cocreate your first health focused musical | Die Teilnehmer haben in einer Woche ein eigenes Stück mit dem Thema Gesunheit auf die Beine gestellt und aufgeführt                                                                    | Gesundheit             |
| Brooke                    | Keep your working animal healthy and productive | Im Fokus des Workshops standen die Tierrechte von Tieren aus der Landwirtschaft. | Tierrechte             |
| Impact Hub Khartum        | How to turn your idea into a business model | Start-Up-Panel | Ökonomie               |
| Ecoloc                    | strengthening of the local economic discourse with development aid. Supporting new methodic perspectives and cooperatives paradigms. Implement ecologic board game. | Wie man ein Dorf schafft, das sich wirtschaftlich selbst trägt. | Nachhaltigkeit         |

## Geplante Fortsetzung
Bereits Ende 2017 ließ die Stimmung im Sudan erkennen, das ein Umbruch bevorstand. Die Ereignisse im April 2019 setzten dann die Zeichen für ein zweites Karmakol International Festival. Nachdem das geplante zweite Festival 2020 wegen der COVID-19-Pandemie abgesagt wurde, wurde vom 1.–21. Dezember 2021 ein neuer Termin angekündigt. Jedoch musste das Festival auf Grund der politischen Lage im Sudan abgesagt werden und wurde bislang nicht erneut aufgelegt.